# Disilene

Allgemeine Struktur von Diselenen

Disilene oder Disilylene sind eine Stoffgruppe aus der siliciumorganischen Chemie. Die Verbindungen besitzen eine Silicium-Silicium-Doppelbindung und sind damit die Silicium-Analoga der Alkene. Disilene sind sehr reaktiv und nur mit großen Liganden isolierbar. Strukturell verwandt sind die Silene, bei denen nur eines der beiden Atome in der Doppelbindung Silicium ist.

## Geschichte
Erste Versuche, Disilene zu synthetisieren, wurden 1911 und 1921 von Frederic Stanley Kipping durch die Reaktion von Dichlorethylphenylsilan und Dichlordiphenylsilan mit Natrium durchgeführt. Dabei entstanden jedoch wahrscheinlich nur Cyclopolysilane.
Das erste stabile Disilen, Tetramesityldisilen, wurde 1981 von Robert West dargestellt.

## Bindung
Silicium-Silicium-Doppelbindungen haben eine Bindungslänge von etwa 220 pm, abhängig von den Liganden. Im Vergleich dazu ist eine Kohlenstoff-Kohlenstoff-Doppelbindung mit etwa 134 pm wesentlich kürzer. Wie bei Kohlenstoff verkürzt sich der Bindungsabstand beim Übergang von einer Einfach- zu einer Doppelbindung und weiter zu einer Dreifachbindung zwischen Siliciumatomen, eine Silicium-Silicium-Einfachbindung hat eine Bindungslänge von 235–270 pm, in einem Disilin liegt eine Länge von 206 pm vor.
Im Gegensatz zu Alkenen sind Disilene nicht planar, sondern sind leicht gewinkelt aufgebaut. Der Winkel zwischen der Doppelbindung und der Bindung zu den organischen Gruppen beträgt etwa 10°. Dies beruht darauf, dass in Diselenen im Gegensatz zu den Alkenen keine klassische Doppelbindung aus σ- und π-Bindung, sondern eine „nichtklassische Doppelbindung“ unter Beteiligung von Singulett-Zuständen besteht.

## Gewinnung und Darstellung
Es sind verschiedene Darstellungsmöglichkeiten von Disilenen bekannt. Dies sind die Dimerisierung von Silylen-Derivaten, die photolytische Spaltung von Cyclotrisilanen und reduktive Kupplungen von Dihalogensilanen.
Bei der Dimerisierung von Siylenen werden zunächst Trisilane photolytisch gespalten, wobei das entstehende Silylen zum Disilen dimerisiert. Diese Reaktion wurde bei der ersten Synthese von Tetramesityldisilen eingesetzt. Werden Cyclotrisilane, die durch Reaktion von Dihalogensilanen mit Lithiumnaphthalid erhalten werden können, photolytisch bestrahlt, entstehen ebenfalls Disilene. Dihalogensilane mit größeren Substituenten bilden bei der Reaktion mit Natrium oder Lithiumnaphthalid kein Cyclotrisilan, sondern reagieren direkt mit reduktiver Kupplung zum entsprechenden Disilen.
Auch eine photolytische Retro-Diels-Alder-Reaktion kann für die Synthese von Disilenen genutzt werden, so konnte beispielsweise das instabile Tetra-tert-butyldisilen dargestellt werden.

## Eigenschaften
Die Stammverbindung Diselen und deren Analoga mit kleineren Substituenten sind nicht rein isolierbar, da sie stark zur Polymerisation neigen. Dies beruht darauf, dass sie im Gegensatz zu Alkenen keine hohe Aktivierungsenergie benötigen, um sich in die thermodynamisch stabileren Polysilane umzuwandeln. Es ist aber möglich, diese Polymerisation durch große Liganden wie Mesityl, Adamantyl oder Tri-tert-butylsilyl kinetisch zu hemmen und so Disilene zu isolieren.
Disilene besitzen ähnliche reaktive Eigenschaften wie Alkene, so reagieren sie mit Halogenen und Halogenwasserstoffen in einer Elektrophilen Addition. Mit Ketonen und Aldehyden reagieren Disilene mit [2+2]-Cycloadditionen zu 1,2,3-Oxadisiletanen. Disilene sind sehr empfindlich gegenüber Sauerstoff, sie oxidieren zu 1,3-Cyclodisiloxanen.
Wie Alkene bilden auch Disilene mit unterschiedlichen Resten cis-trans-Isomere. Diese sind bei tiefen Temperaturen stabil, eine Isomerisierung ist photolytisch oder thermisch möglich.
Wie Alkene bilden auch Disilene Übergangsmetallkomplexe, hierbei ist die Bindung zum Übergangsmetall stärker als beim Alken.
Silene absorbieren einen Teil des sichtbaren Spektrums und sind darum typischerweise gelb oder orange gefärbt.

## Weitere Disilene
Es sind einige cyclische Disilene, wie etwa Cyclotrisilene and Cyclotetrasilene, bekannt, deren Ring nur aus Siliciumatomen besteht. Auch Spiropentasiladien, eine Spiroverbindung mit zwei Cyclotrisilen-Ringen, wurde synthetisiert. Es ist gelungen, ein 1,2-Disilacyclohexen, also einen Sechsring mit einer Disilengruppe und vier Kohlenstoffatomen im Ring, darzustellen.
Auch Moleküle mit konjugierten Disilen-Bindungen wie das Butadien-Äquivalent Hexaaryltetrasilabuta-1,3-dien sind bekannt.

## Externe Links zu erwähnten Verbindungen
1. ↑  Externe Identifikatoren von bzw. Datenbank-Links zu Tetramesityldisilen:  CAS-Nr.: 80785-72-4, PubChem: 11071553, ChemSpider: 9246705, Wikidata: Q82275444.